# 개인교수학습
개인교수학습은 한 개인, 컴퓨터 또는 인쇄물 등이 학습내용이나, 의문점 또는 질문을 제시하고, 학습자의 반응을 요구하여 그 반응을 분석하고 적절한 피드백을 제시하면서 학습자가 정해 놓은 목표수준을 달성했음을 알 때까지 연습하도록 하는 학습방법이다.

## 내용
- 학습자의 환경, 소질, 흥미, 또는 요구 등의 개인차에 가장 알맞게 교수방법을 적용할 수 있다.
- 대개 일 대 일의 대응관계 속에서 이루어지며, 읽기나 셈하기 등의 기본적인 기능을 학습하는 데 사용된다.
- 컴퓨터의 발달로 교사 대신 컴퓨터가 교사역할을 대신하여 가르치는 컴퓨터 보조수업이 전형적인 방법이 되고 있다.

## 대상
통틀어 교사 대 학습자, 학습자 대 학습자, 컴퓨터 대 학습자, 인쇄물 대 학습자 등의 방법을 포함한다. 

## 참고 문헌
- 교육심리학용어사전, 한국교육심리학회, 2000. 1. 10., 학지사
- 이칭찬(1995). 교육방법 교육공학. 서울: 문음사